# 北運河西駅
北運河西駅（ほくうんがにしえき）は中華人民共和国北京市通州区に位置する北京地下鉄6号線の駅である。計画名は「玉帯河大街駅」であった。2014年12月28日に開業した。

## 歴史
- 2014年12月28日 - 開業。

## 駅構造

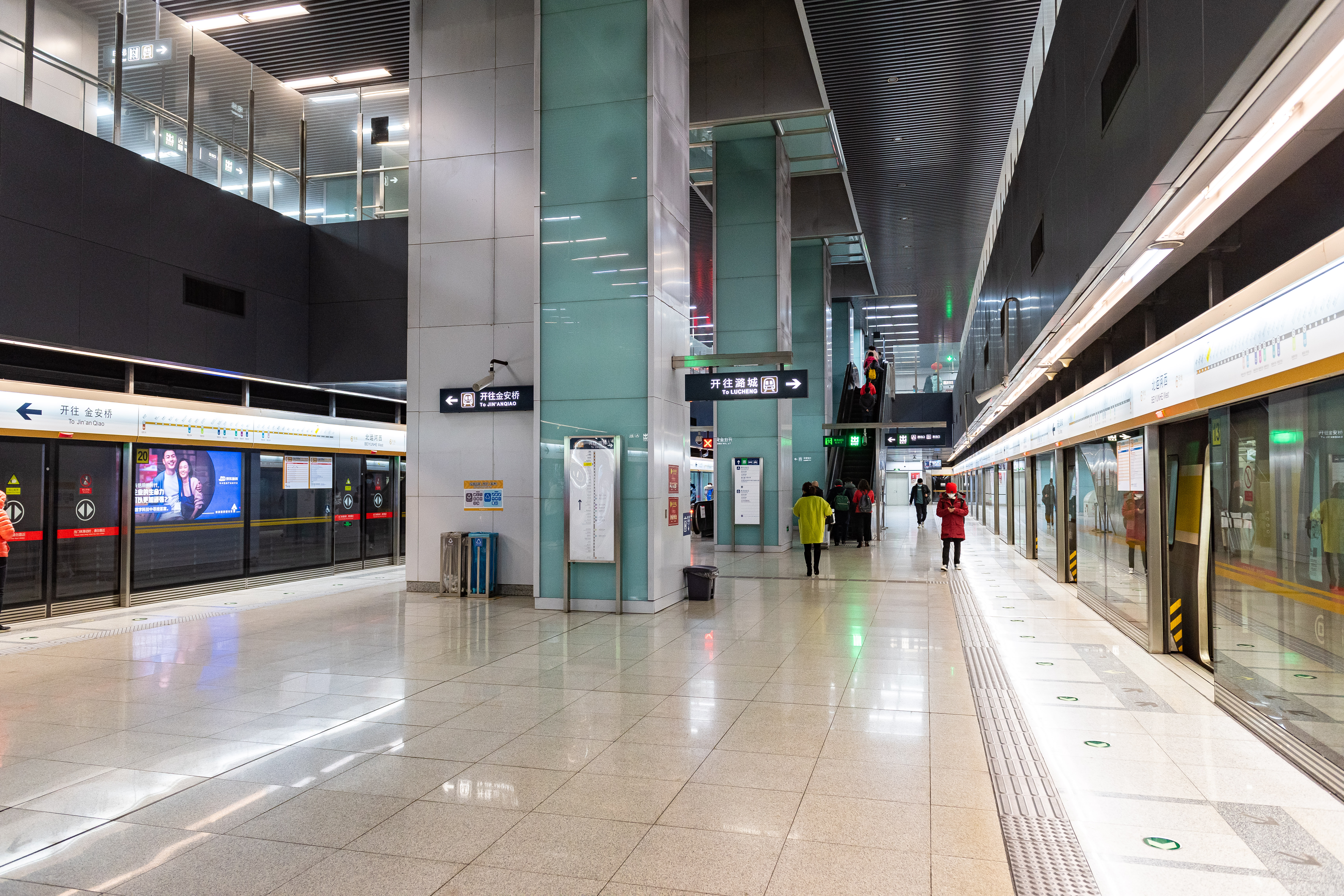
ホーム

島式ホーム1面2線の地下駅。一部吹き抜け構造となっている。

## 駅周辺
- 南京銀行（中国語版）北京通州支店

## 隣の駅
北京地下鉄
■6号線
通州北関駅 - 北運河西駅 - 北運河東駅